# Мария Амалия Бурбон-Двете Сицилии
Мария-Амалия Бурбон-Двете Сицилии (на италиански: Maria Amalia di Borbone-Due Sicilie; * 26 април 1782; † 24 март 1866), е неаполитанска и сицилианска принцеса и кралица на Франция – съпруга на френския крал Луи-Филип.

## Произход и ранни години
Мария-Амалия е родена в кралския дворец в Казерта, близо до Неапол, на 26 април 1782 г. като Мария Амалия Тереза де Бурбон, принцеса на Неапол и Сицилия. Тя е дъщеря на неаполитанския крал Фердинанд I и на австрийската ерцхерцогиня Мария-Каролина Австрийска – дъщеря на австрийската императрица Мария Терезия. Племенница е на френската кралица Мария-Антоанета.
Мария-Амалия получава добро възпитание в духа на католическите ценности. Майка ѝ полага големи усилия да бъде част от живота на дъщеря си. Отрано Мария-Каролина и сестра ѝ Мария-Антоанета планират евентуален бъдещ брак между Мария-Амалия и дофина на Франция, но ранната кончина на дофина през 1789 проваля плановете на двете сестри.
Драматичните събития около Френската революция остават траен отпечатък в съзнанието на Мария-Амалия. Пъроначално Неаполитанското кралство не се противопоставя на събитията във Франция, но след отмяната на монархията и екзекуцията на краля и калицата, родителите на Мария-Амалия се присъединяват към Първата антифренска коалиция от 1793 г. Въпреки че през 1796 е постигнато примирие, през 1798 конфликтът избухва отново и цялото неаполитанско кралско семейство решава да се евакуира на остров Сицилия на борда на един британски кораб. По време на пътуването към Сицилия умира братът на Мария-Амалия Алберто, когото семейството погребва в Палермо малко след пристигането си на острова.
По време на изгнанието си Мария-Амалия се запознава с бъдещия си съпруг – Орлеанския херцог, който също е напуснал дома си в революционна Франция. Бащата на Луи-Филип е гилотиниран по време на Революцията, въпреки че първоначално я подкрепя.

## Брак с Луи-Филип
Мария-Амалия и Луи-Филип се женят през 1809 г., след което Мария-Амалия получава титлата Херцогиня на Орлеан. През 1814 г. тя и съпругът ѝ се установяват във Франция, но отново са принудени да напуснат страната по време на Стоте дни на Наполеон. По време на Реставрацията на
Бурбоните Мария-Амалия и съпругът ѝ са принудени да се справят с разстроените финанси на семейството, което няма приходи извън издръжката, която получават от Англия. По това време Мария-Амалия и семейството ѝ живеят в Пале Роял, който е обновен в първоначалния си въд, което им струва почти единадесет милиона франка.

## Кралица на Франция и емиграция
През 1830 г. Луи-Филип се възкачва на френския престол след събитията, известни като Юлска революция, а Мария-Амалия е обявена за кралица на Франция. Тя обаче не играе активна роля в политиката на съпруга си.
През 1848 г. във Франция избухва нова революция, което принуждава съпруга на Мария-Амалия да абдикира от престола. Кралското семейство емигрира в Англия, а монархията във Франция отново е отменена. В Англия Луи-Филип умира две години по-късно, а Мария-Амалия остава да живее на острова до смъртта си на 24 март 1866.

## Деца
Мария-Амалия и Луи-Филип имат десет деца:
- Фердинанд-Филип, херцог на Орлеан (1810 – 1842)
- Луиза Бурбон-Орлеанска (1812 – 1850)
- Мария (1813 – 1839)
- Луи (1814 – 1896)
- Франсоас 1816-1818
- Клементина Бурбон-Орлеанска (1817 – 1907)
- Фрасоа, граф на Жоанвил (1818 – 1900)
- Шарл, граф на Пентиевър (1820 – 1828)
- Анри (1822 – 1897)
- Антоан (1824 – 1890)